# Diplôme d'État de masseur-kinésithérapeute
Le diplôme d’État de masseur-kinésithérapeute (DEMK) forme à la réalisation d'actes de rééducation, d'électro-physiothérapie ou de massage, manuels ou aidés d'appareils adaptés. Depuis 2021, les titulaires du diplôme d'État de kinésithérapeute ont le grade de Master.

## Diplôme
L'admission est réservée aux étudiants ayant validé le Parcours d'Accès Spécifique Santé (PASS) et sélectionnés sur concours, ou aux étudiants ayant validé la première année d'une licence quelconque avec un Accès santé (L.AS), sélectionnés sur concours également.
Les IFMK doivent conventionner avec une Université disposant d'une composante de santé pour être habilités à délivrer le diplôme. Aujourd'hui, la plupart des formations publiques à la kinésithérapie ne se déroulent plus en IFMK mais directement à l'Université, c'est le cas de la formation par exemple à Marseille, Montbéliard, Orléans, Besançon, Strasbourg, Mulhouse, Toulouse ou encore à Brest.[réf. nécessaire]
Dans le cadre d'un projet thérapeutique, le futur « kiné » est formé à la réalisation d'actes de rééducation, d'électro-physiothérapie ou de massage, manuels ou aidés d'appareils adaptés. Il intervient pour prévenir ou limiter les conséquences fonctionnelles, physiques du début de la maladie jusqu'à la réinsertion.
L'évaluation de l'élève se fonde également sur la prise en charge des troubles de l'appareil locomoteur, respiratoire, cardio-vasculaire, digestif ou génito-urinaire. 
En 2021, 2 789 étudiants sont admis en 1re année de préparation du DE masseur-kinésithérapeute en France. La durée totale des études est de 5 ans (1 année de sélection et 4 ans de préparation au diplôme d’État). 
Depuis les études terminées en 2021, les titulaires du diplôme d'État se voient délivrer le grade de Master. La fédération nationale des étudiants en kinésithérapie réclamait depuis 2015 l'obtention de ce grade, arguant que les étudiants qui se voient délivrer le Diplôme d'État ont effectué 5 ans d'études, dont une année de sélection, suivie de 4 ans de formation, mais que cette année de sélection n'était alors pas réellement comptabilisée, bien qu'obligatoire. Le ministre des solidarités et de la santé Olivier Véran a publié un décret le 13 août 2020 accordant le grade de master pour les titulaires du diplôme d'État de masseur-kinésithérapeute.
Le diplôme s'obtient en deux cycles après le Parcours Accès Spécifique Santé ou une année de licence avec option Accès aux études de santé, suivie de la réussite au concours d'entrée. Ces cycles durent chacun deux ans,:
- Cycle 1 (Formation générale, 2 ans)
  - L2 (K1) : première année de formation intégrant un enseignement théorique, un stage de 2 semaines, et un stage de 4 semaines ;
  - L3 (K2) : deuxième année de formation, intégrant un enseignement théorique, et deux stages de 6 semaines ;
- Cycle 2 (Formation approfondie, 2 ans)
  - M1 (K3) : troisième année de formation intégrant un enseignement théorique et deux stages de 6 semaines ;
  - M2 (K4) : quatrième année de formation intégrant un enseignement théorique, un stage de 3 mois et la rédaction d'un mémoire.

## Programme et épreuves
Voici la liste des matières évalués durant les 4 ans de formation du DE:
- Santé publique ;
- Sciences humaines et sciences sociales ;
- Sciences biomédicales
- Sciences de la vie et du mouvement (anatomie, physiologie, cinésiologie) ;
- Sémiologie, physiopathologie et pathologie dans le champ musculo-squelettique ;
- Théories, modèles, méthodes et outils en kinésithérapie ;
- Évaluation, techniques et outils d'intervention dans les principaux champs d'activité ;
- Méthodes de travail et méthodes de recherche ;
- Langue anglaise professionnelle ;
- Démarche et pratique clinique : élaboration du raisonnement professionnel et analyse réflexive ;
- Formation à la pratique en masso-kinésithérapie.

## Schéma des études
| Nom du diplôme (niv. RNCP/ CEC, sauf (-)) | Années                                          |                                                          | |               |            |                    |                      |                           |                         |                         |                         |                         |                   |                       |                             |  |  |  |          |
| Nom du diplôme (niv. RNCP/ CEC, sauf (-)) | 9 et +                                          |                                                          | DE Médecin DES (-)                                                                                                  | HDR (-)       |            |                    |                      |                           |                         |                         |                         |                         |                   |                       |                             |  |  |  | DESV (-) |
| Nom du diplôme (niv. RNCP/ CEC, sauf (-)) | +8                                              | Doctorat (8)                                             | DE Médecin DES (-)                                                                                                  | DSA DPEA (-)  | DEC (-)    |                    |                      |                           |                         |                         |                         |                         |                   |                       |                             |  |  |  | DESV (-) |
| Nom du diplôme (niv. RNCP/ CEC, sauf (-)) | +7                                              | Doctorat (8)                                             | DE Médecin DES (-)                                                                                                  | DSA DPEA (-)  | DEC (-)    |                    |                      |                           |                         |                         |                         |                         |                   |                       |                             |  |  |  | DESV (-) |
| Nom du diplôme (niv. RNCP/ CEC, sauf (-)) | +6                                              | Doctorat (8)                                             | DE Dentaire (-) DE Pharmacie (-) DFASM (7)                                                                          | HMONP (-)     | DEC (-)    | DE Vétérinaire (-) |                      |                           |                         |                         |                         |                         |                   |                       |                             |  |  |  |          |
| Nom du diplôme (niv. RNCP/ CEC, sauf (-)) | +5                                              | DFASO DFASP DEMK DESF (7)                                | Master (7) | DEA (7)       | DSCG (7)   | DNSEP(7) DSAA (-)  | CCO DE IA DE IPA (7) | CA (7) CNSMD(7) CNSAD (-) | MSc MBA MS Diplovis (-) | ENC (-) ENS (-) INP (-) | ENS (-) IAE (7) ESC (-) | EI (7) ENS (-) DEFV (7) |                   |                       |                             |  |  |  |          |
| Nom du diplôme (niv. RNCP/ CEC, sauf (-)) | +4                                              | DFASO DFASP DEMK DESF (7)                                | Master (7) | DEA (7)       | DSCG (7)   | DNSEP(7) DSAA (-)  | CCO DE IA DE IPA (7) | CA (7) CNSMD(7) CNSAD (-) | MSc MBA MS Diplovis (-) | ENC (-) ENS (-) INP (-) | ENS (-) IAE (7) ESC (-) | EI (7) ENS (-) DEFV (7) |                   |                       |                             |  |  |  |          |
| Nom du diplôme (niv. RNCP/ CEC, sauf (-)) | +3                                              | DFGSM DFGSO DFGSP DFGSMa (6)                             | Licence (6) | LP BUT (6)    | DEEA (6)   | DCG (6)            | DN MADE DNA (6)      | DE I (6) IFPS IRFSS (-)   | DNSP (6)                | ENC (-) ENS (-) INP (-) | ENS (-) IAE (7) ESC (-) | EI (7) ENS (-) DEFV (7) | IRTS (3-6)        | Bachelor Diplovis (-) |                             |  |  |  |          |
| Nom du diplôme (niv. RNCP/ CEC, sauf (-)) | +2                                              | DFGSM DFGSO DFGSP DFGSMa (6)                             | Licence (6) | LP BUT (6)    | DEEA (6)   | DCG (6)            | DN MADE DNA (6)      | DE I (6) IFPS IRFSS (-)   | DNSP (6)                | BTS (5)                 | AL/BL LSH (-)           | ECG D1 D2 (-)           | IRTS (3-6)        | Bachelor Diplovis (-) | BC MP PC PSI PT MPI TSI (-) |  |  |  |          |
| Filière, discipline ou spécialité         | +1                                              | L.AS PASS (-)                                            | Licence (6) | LP BUT (6)    | DEEA (6)   | DCG (6)            | DN MADE DNA (6)      | DE I (6) IFPS IRFSS (-)   | DNSP (6)                | BTS (5)                 | AL/BL LSH (-)           | ECG D1 D2 (-)           | IRTS (3-6)        | Bachelor Diplovis (-) | BC MP PC PSI PT MPI TSI (-) |  |  |  |          |
| Filière, discipline ou spécialité         |                                                 | Médecine Odontologie Pharmacie Maïeutique Kinésithérapie | Arts - Commerce, économie - Droit - Enseignement - Lettres et langues - Sciences humaines - Sciences et technologie | Pro ou Techno | Architecte | Comptabilité       | Arts Design Mode     | Paramédical et santé      | Musique Danse Comédie   | Social Sports           | Libre Technique         | STS                     | Lettres           | Économie              | Scientifique                |  |  |  |          |
| Filière, discipline ou spécialité         | Université, École délivrant un diplôme national | Université, École délivrant un diplôme national          | Université, École délivrant un diplôme national                                                                     | École         | École      | École              | École                | École                     | École                   | École Privée            | École, Lycée CPGE       | École, Lycée CPGE       | École, Lycée CPGE | École, Lycée CPGE     |                             |  |  |  |          |

## Pour approfondir